# 41e cérémonie des Annie Awards
La 41e cérémonie des Annie Awards, organisée par l'Association internationale du film d'animation, s'est déroulée le 1er février 2014 à Los Angeles et a récompensé les films d'animation sortis en 2013.

## Palmarès

### Productions

#### Meilleur film d'animation
- La Reine des neiges (Frozen) – Walt Disney Pictures / Walt Disney Animation Studios
  - Les Croods (The Croods) – DreamWorks Animation
  - Ernest et Celestine – GKIDS
  - Lettre à Momo (ももへの手紙, Momo e no Tegami) – GKIDS
  - Moi, moche et méchant 2 (Despicable Me 2) – Universal Pictures / Illumination Entertainment
  - Monstres Academy (Monsters University) – Walt Disney Pictures / Pixar Animation Studios
  - Le vent se lève (風立ちぬ, Kaze tachinu) – Studio Ghibli / Touchstone Pictures

#### Meilleur programme spécial d'animation
- The Scarecrow (en) – Chipotle Creative Department / Moonbot Studios / CAA Marketing
  - Listening Is an Act of Love – StoryCorps
  - La Sorcière dans les airs (Room on the Broom) – Magic Light Pictures (en)
  - Toy Story : Angoisse au motel – Pixar Animation Studios

#### Meilleur court métrage d'animation
- À cheval ! (Get A Horse!) – Walt Disney Animation Studios
  - Despicable Me 2 – Puppy – Universal Pictures / Illumination Entertainment
  - Gloria Victoria – Office national du film du Canada
  - My Mom is an Airplane – Acme Filmworks
  - The Numberlys – Moonbot Studios

#### Meilleure publicité animée
- Despicable Me 2 – Cinemark – Universal Pictures / Illumination Entertainment
  - Pictures Sound of the Woods – Acme Filmworks
  - The Polar Bears Movie – Scott Free Productions / RSA Films / Animal Logic / CAA Marketing

#### Meilleure production animée à la télévision
- Futurama – 20th Century Fox Television
  - Archer – FX Networks
  - Bob's Burgers – Bento Box Entertainment
  - Motorcity –  Titmouse, Inc.
  - Tron : La Révolte (Disney's Tron Uprising) – Walt Disney Television Animation

#### Meilleure production animée de jeunesse à la télévision
- Adventure Time – Cartoon Network Studios
  - Beware the Batman – Warner Bros. Animation
  - Eddy Noisette (Scaredy Squirrel) – Nelvana
  - Kung Fu Panda : L'Incroyable Légende (Kung Fu Panda: Legends of Awesomeness) – Nickelodeon Animation Studio
  - La Légende de Korra (The Legend of Korra) – Nickelodeon Animation Studio
  - Souvenirs de Gravity Falls (Gravity Falls) – Walt Disney Television Animation
  - Regular Show – Cartoon Network Studios
  - Teen Titans Go! – Warner Bros. Animation

#### Meilleure production animée de jeunesse préscolaire à la télévision
- Sofia the First – Walt Disney Television Animation
  - Bubulle Guppies (Bubble Guppies) – Nickelodeon Productions / Nelvana
  - Doc McStuffins – Brown Bag Films
  - Justin Time – Guru Studio
  - Peter Rabbit – Nickelodeon Productions / Silvergate Media

#### Meilleur jeu vidéo animé
- The Last of Us – Naughty Dog
  - Diggs Nightcrawler – Moonbot Studios / Sony London Studio / Exient
  - Tiny Thief – 5 ANTS

### Récompenses individuelles

#### Meilleurs effets animés dans un film d'animation
- Les Croods (The Croods) – Jeff Budsberg, Andre Le Blanc, Louis Flores, Jason Mayer
  - Epic : La Bataille du royaume secret (Epic) – Alen Lai, David Quirus, Diego Garzon Sanchez, Ilan Gabai
  - Dragons : Cavaliers de Beurk (Dragons: Defenders of Berk) – David Jones
  - Monstres Academy (Monsters University) – Joshua Jenny, Jason Johnston, Matthew Wong, Eric Froemling, Enrique Vila
  - Turbo – Greg Gladstone, Nikita Pavlov, Allen Ruilova, Matt Titus, Can Yuksel

#### Meilleurs effets animés dans un film en prises de vue réelles
- Pacific Rim – Michael Balog, Ryan Hopkins, Patrick Conran, Florian Witzel
  - Man of Steel – Jonathan Paquin, Brian Goodwin, Gray Horsfield, Mathieu Chardonnet, Adrien Toupet
  - Star Trek Into Darkness – Ben O’Brien, Karin Cooper, Lee Uren, Chris Root
  - Star Trek Into Darkness – Dan Pearson, Jay Cooper, Jeff Grebe, Amelia Chenoweth

#### Meilleure animation de personnage dans un film d'animation
- Les Croods (The Croods) – Jakob Jensen
  - Epic : La Bataille du royaume secret (Epic) – Thom Roberts
  - Ernest et Celestine – Patrick Imbert
  - Moi, moche et méchant 2 (Despicable Me 2) – Jonathan Del Val
  - Monstres Academy (Monsters University) – John Chun Chiu Lee
  - La Reine des neiges (Frozen) – Tony Smeed
  - Le vent se lève (風立ちぬ, Kaze tachinu) – Kitaro Kosaka

#### Meilleure animation de personnage dans un film en prises de vue réelles
- Le Hobbit : Un voyage inattendu (The Hobbit: An Unexpected Journey) – Gollum – Jeff Capogreco, Jedrzej Wojtowicz, Kevin Estey, Alessandro Bonora, Gino Acevedo
  - Le Hobbit : Un voyage inattendu (The Hobbit: An Unexpected Journey) – Le roi gobelin  – Dave Clayton, Simeon Duncombe, Jung Min Chang, Matthew Cioffi, Guillame Francois
  - Pacific Rim – Hal T. Hickel, Chris Lentz, Derrick Carlin, Steve Rawlins, Kyle Winkelman

#### Meilleure animation de personnage à la télévision
- Toy Story : Angoisse au motel – Kureha Yokoo
  - Friendship All-Stars of Friendship: Wrong Number – Brad Schaffer
  - Ubermansion – Eric Urban
  - Toy Story : Angoisse au motel – JC Tran Quang Thieu
  - Toy Story : Angoisse au motel – David DeVan
  - Star Wars: The Clone Wars – Keith Kellogg

#### Meilleur design de personnage au cinéma
- Les Croods (The Croods) – Carter Goodrich, Takao Noguchi, Shane Prigmore
  - Turbo – Sylvain Deboissy, Shannon Tindle
  - Tempête de boulettes géantes 2 (Cloudy with a Chance of Meatballs 2) – Craig Kellman
  - Monstres Academy (Monsters University) – Chris Sasaki
  - Un monstre à Paris – Christophe Lourdelet
  - Moi, moche et méchant 2 (Despicable Me 2) – Eric Guillon
  - La Reine des neiges (Frozen) – Bill Schwab

#### Meilleur design de personnage à la télévision
- Mickey Mouse – Paul Rudish
  - Wander (Wander Over Yonder) – Craig McCracken
  - The Awesomes – Andy Bialk
  - Regular Show – Ben Adams
  - Steven Universe – Danny Hynes, Colin Howard

#### Meilleur doublage de personnage au cinéma
- Josh Gad pour la voix de Olaf dans La Reine des neiges (Frozen)
  - Paul Giamatti pour la voix de Chet dans Turbo
  - Terry Crews pour la voix de Earl dans Tempête de boulettes géantes 2 (Cloudy with a Chance of Meatballs 2)
  - Kristen Wiig pour la voix de Lucy dans Moi, moche et méchant 2 (Despicable Me 2)
  - Steve Carell pour la voix de Gru dans Moi, moche et méchant 2 (Despicable Me 2)
  - Pierre Coffin pour la voix de Minions dans Moi, moche et méchant 2 (Despicable Me 2)
  - Billy Crystal pour la voix de Mike dans Monstres Academy (Monsters University)

#### Meilleur doublage de personnage à la télévision
- Tom Kenny pour la voix du roi des Glaces dans Adventure Time
  - Eric Bauza pour la voix de Foop dans Mes parrains sont magiques (The Fairly OddParents)
  - Bill Farmer pour la voix de Dingo dans Mickey Mouse
  - Chris Diamantopoulos pour la voix de Mickey Mouse dans Mickey Mouse
  - Mark Hamill pour la voix de Skips and Walks dans Regular Show

#### Meilleure réalisation au cinéma
- La Reine des neiges (Frozen) – Chris Buck, Jennifer Lee
  - Les Croods (The Croods) – Chris Sanders, Kirk DeMicco
  - Turbo – David Soren
  - Epic : La Bataille du royaume secret (Epic) – Chris Wedge
  - Ernest et Celestine – Benjamin Renner, Vincent Patar, Stéphane Aubier

#### Meilleure réalisation à la télévision
- Toy Story : Angoisse au motel – Angus MacLane
  - La Légende de Korra (The Legend of Korra) – Colin Heck
  - Dragons : Cavaliers de Beurk (Dragons: Riders of Berk) – Elaine Bogan
  - The Smurfs: The Legend of Smurfy Hollow – Stephan Franck
  - Souvenirs de Gravity Falls (Gravity Falls) – John Aoshima
  - Mickey Mouse – Aaron Springer
  - Justin Time – Harold Harris

#### Meilleure musique au cinéma
- La Reine des neiges (Frozen) – Kristen Anderson-Lopez, Robert Lopez, Christophe Beck
  - Les Croods (The Croods) – Alan Silvestri
  - Turbo – Henry Jackman
  - Tempête de boulettes géantes 2 (Cloudy with a Chance of Meatballs 2) – Mark Mothersbaugh
  - Moi, moche et méchant 2 (Despicable Me 2) – Heitor Pereira, Pharrell Williams
  - Epic : La Bataille du royaume secret (Epic) – Danny Elfman
  - Monstres Academy (Monsters University) – Randy Newman
  - Free Birds – Dominic Lewis

#### Meilleure musique à la télévision
- Mickey Mouse – Christopher Willis
  - Estefan – Alan Williams
  - T.U.F.F. Puppy – Guy Moon
  - Peter Rabbit – Peter Lurye, Stuart Kollmorgen, Peter Zizzo
  - Sofia the First – Kevin Kliesch, Craig Gerber, John Kavanaugh
  - Wander (Wander Over Yonder) – Andy Bean

#### Meilleurs décors au cinéma
- La Reine des neiges (Frozen) – Michael Giaimo, Lisa Keene, David Womersley
  - Les Croods (The Croods) – Christophe Lautrette, Paul Duncan, Dominique R. Louis
  - Moi, moche et méchant 2 (Despicable Me 2) – Yarrow Cheney, Eric Guillon
  - Epic : La Bataille du royaume secret (Epic) – Michael Knapp, Greg Couch, William Joyce
  - Ernest et Celestine – Zyk Zaza
  - Monstres Academy (Monsters University) – Ricky Nierva, Robert Kondo, Daisuke “Dice” Tsutsumi

#### Meilleurs décors à la télévision
- La Légende de Korra (The Legend of Korra) – Angela Sung, William Niu, Christine Bian, Emily Tetri, Frederic Stewart
  - The Venture Bros. – What Color is Your Cleansuit? – Liz Artinian, Ray Feldman, Chris Fisher, George Fort
  - Steven Universe – Gem Glow – Steven Sugar, Emily Walus, Sam Bosma, Elle Michalka, Amanda Winterstein
  - Les Simpson (The Simpsons) – Treehouse of Horror XXIV Gracie – Lynna Blankenship, Dima Malanitchev, Debbie Peterson, Charles Ragins, Jefferson R. Weekley
  - Transformers: Prime – Beast Hunters – Christophe Vacher
  - Adventure Time – Nick Jennings, Sandra Calleros, Teri Shikasho, Ron Russell, Martin Ansolebehere

#### Meilleur storyboard au cinéma
- Monstres Academy (Monsters University) – Dean Kelly
  - Les Croods (The Croods) – Steven MacLeod
  - Moi, moche et méchant 2 (Despicable Me 2) – Eric Favela
  - Planes – Jason Hand
  - La Reine des neiges (Frozen) – John Ripa

#### Meilleur storyboard à la télévision
- Toy Story : Angoisse au motel – Daniel Chong
  - Monstres contre Aliens (Monsters vs. Aliens) – Piero Piluso
  - Dragons : Cavaliers de Beurk (Dragons: Riders of Berk) – Douglas Lovelace
  - Archer – Adam Ford, Deke Wightman, Kevin Mellon, Justin Wagner, Benji Williams
  - Mickey Mouse – Alonso Ramos-Ramirez
  - Souvenirs de Gravity Falls (Gravity Falls) – Alonso Ramos-Ramirez
  - Les Simpson (The Simpsons) – Treehouse of Horror XXIV – Guillermo Del Toro, Guy Davis, Ralph Sosa
  - Justin Time – Paul Watling

#### Meilleur scénario au cinéma
- Le vent se lève (風立ちぬ, Kaze tachinu) – Hayao Miyazaki
  - Ernest et Celestine – Daniel Pennac
  - Monstres Academy (Monsters University) – Daniel Gerson, Robert L. Baird, Dan Scanlon
  - La Reine des neiges (Frozen) – Jennifer Lee

#### Meilleur scénario à la télévision
- Futurama – Lewis Morton
  - Kung Fu Panda : L'Incroyable Légende (Kung Fu Panda: Legends of Awesomeness) – Katie Mattila
  - Les Simpson (The Simpsons) – Dark Knight Court – Ian Maxtone-Graham and Billy Kimball
  - Regular Show – Matt Price, John Infantino, Mike Roth, Michele Cavin, and Sean Szeles
  - Les Simpson (The Simpsons) – Dangers on a Train – Michael Price

#### Meilleur montage au cinéma
- Monstres Academy (Monsters University) – Greg Snyder, Gregory Amundson, and Steve Bloom
  - Les Croods (The Croods) – Darren Holmes
  - Turbo – James Ryan
  - Ernest et Celestine – Fabienne Alvarez-Giro
  - La Reine des neiges (Frozen) – Jeff Draheim

#### Meilleur montage à la télévision
- Mickey Mouse – Illya Owens
  - Kung Fu Panda : L'Incroyable Légende (Kung Fu Panda: Legends of Awesomeness) – Adam Arnold, Hugo Morales, Davrick Waltjen
  - Les Tortues Ninja (Teenage Mutant Ninja Turtles) – Myra Lopez, Ana Adams, Justin Baker
  - Dragons : Cavaliers de Beurk (Dragons: Defenders of Berk) – Lynn Hobson
  - Toy Story : Angoisse au motel – Axel Geddes, Kathy Graves, Chloe Kloezeman
  - Futurama – Paul D. Calder
  - Adventure Time – Paul Douglas
  - Star Wars: The Clone Wars – Jason W.A. Tucker

#### Meilleur film d'étudiant
- Wedding Cake – Filmakademie Baden-Wuerttemberg
  - ’Chicken or the Egg – Ringling College of Art and Design
  - Kellerkind – Filmakademie Baden-Wuerttemberg
  - Miss Todd – Kristina Yee
  - Move Mountain – Kirsten Lepore
  - SEMÃ•FORO – University of Southern California
  - The Final Straw – Ringling College of Art and Design
  - Trusts & Estates – CalArts

### Récompenses spéciales

#### Winsor McCay Award
- Katsuhiro Otomo, Steven Spielberg et Phil Tippett

#### June Foray Award
- Alice Davis

#### Ub Iwerks Award
- DZED Systems for Dragonframe stop-motion animation software

#### Special Achievement Award
- Creative Talent Network (CTN) Animation eXpo

#### Certificate of Merit
- I Know That Voice